# Koeleria rhodopea
Koeleria rhodopea är en gräsart som beskrevs av József Ujhelyi. Koeleria rhodopea ingår i släktet tofsäxingar, och familjen gräs. Inga underarter finns listade i Catalogue of Life.